# Segelfluggelände Berliner Heide

i7
i11
i13
Das Segelfluggelände Berliner Heide liegt im Ortsteil Metzingen der Gemeinde Eldingen im Landkreis Celle in Niedersachsen, etwa 2,5 Kilometer südöstlich des Zentrums von Eldingen.

## Flugbetrieb
Das Segelfluggelände ist mit einer 670 m langen und 50 m breiten Start- und Landebahn aus Gras (Richtung 03/21) ausgestattet. Es besitzt eine Betriebszulassung für Segelflugzeuge, Motorsegler und Luftsportgeräte, ausgenommen Sprungfallschirme. Als Startarten sind Eigenstart, Windenstart und Flugzeugschlepp zugelassen. Die Betreiber des Segelfluggeländes sind der Verein für Luftsport Südheide e. V. und der Gleitschirmclub Südheide e. V.